# Pällinsaari
Pällinsaari är en ö i Finland. Den ligger i sjön Vuohijärvi och i kommunerna Kouvola och Mäntyharju och landskapen  Kymmenedalen och Södra Savolax, i den södra delen av landet, 150 km nordost om huvudstaden Helsingfors. Öns största längd är 3,2 kilometer i sydväst-nordöstlig riktning.